# Westerwaldstraße 39 (Waldernbach)

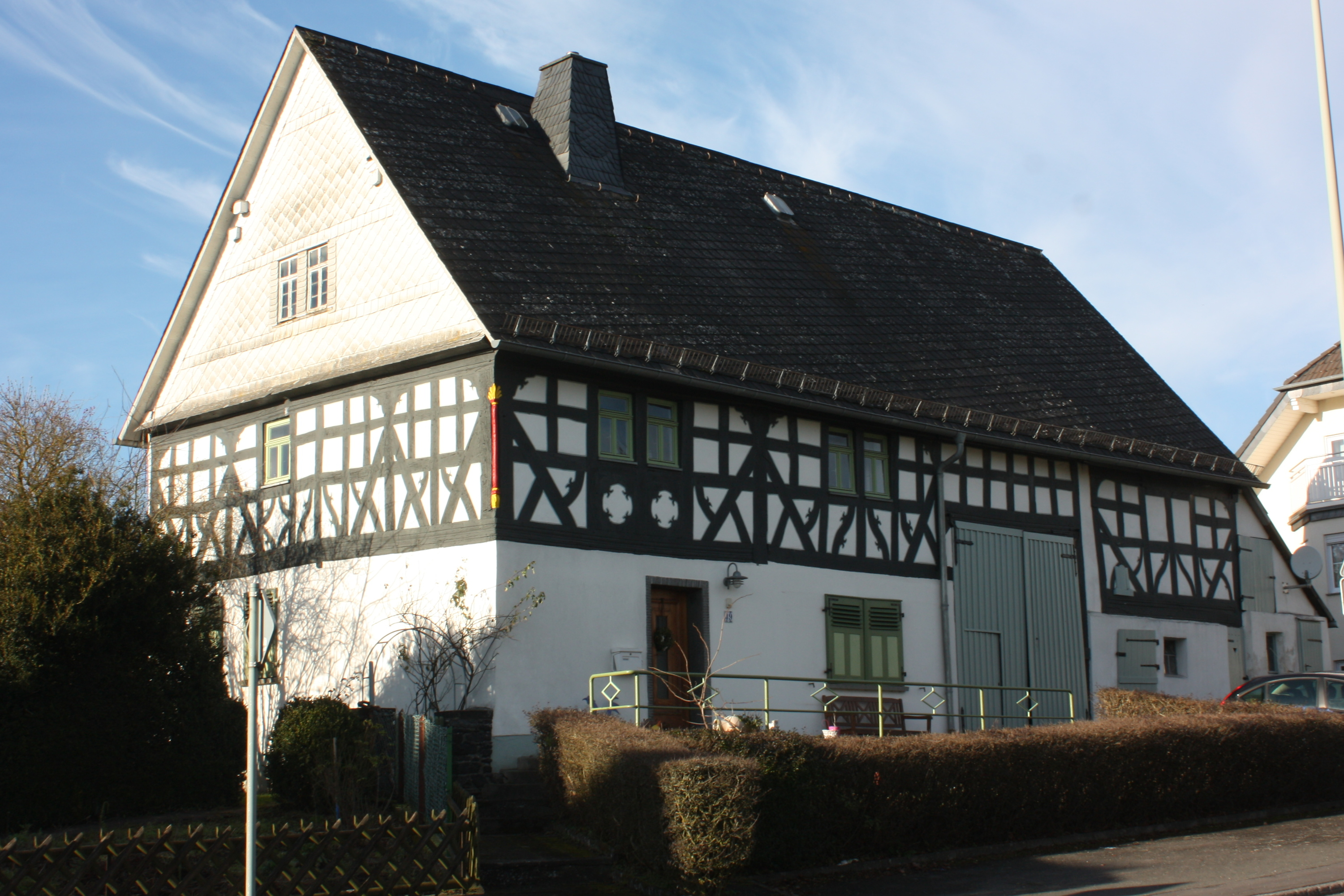
Fachwerkhaus Westerwaldstraße 39 in Waldernbach

Das Gebäude Westerwaldstraße 39 in Waldernbach, einem Ortsteil der Gemeinde Mengerskirchen im mittelhessischen Landkreis Limburg-Weilburg, wurde in der ersten Hälfte des 18. Jahrhunderts errichtet. Das Fachwerkhaus am nördlichen Rand des Altdorfes ist ein geschütztes Kulturdenkmal. 
Das zweigeschossige Einhaus mit Satteldach umfasst Wohn-, Scheunen- und Stallabschnitte, die in der jeweiligen Fachwerkwand unterschiedlich gestaltet sind. Am hinteren Giebel ist ein kleiner Niederlass. 
Nach seiner Anlage und dem Erhaltungszustand ist das Gebäude eines der vorrangigen Beispiele dieser Westerwälder Hofform. 